# Maciej Okręglak
 (décembre 2016).
Si vous disposez d'ouvrages ou d'articles de référence ou si vous connaissez des sites web de qualité traitant du thème abordé ici, merci de compléter l'article en donnant les références utiles à sa vérifiabilité et en les liant à la section « Notes et références ».
Maciej Okręglak, né le 5 juillet 1993 à Nowy Sącz, est un kayakiste polonais pratiquant le slalom.

## Palmarès

### Championnats d'Europe de canoë-kayak slalom
- 2017 à Tacen (Slovénie)
  -  en K-1 par équipe
- 2016 à Liptovský Mikuláš (Slovaquie)
  - 8e en K-1
  - 13e en K-1 par équipe
- 2015 à Markkleeberg (Allemagne)
  - 5e en K-1 par équipe

### Championnats de Pologne
- en K1
  -  en 2015 et 2016
  -  en 2013